# Aarón Martín
Aarón Martín Caricol (ur. 22 kwietnia 1997 w Montmeló) – hiszpański piłkarz występujący na pozycji obrońcy w Genoi.